# 記念章

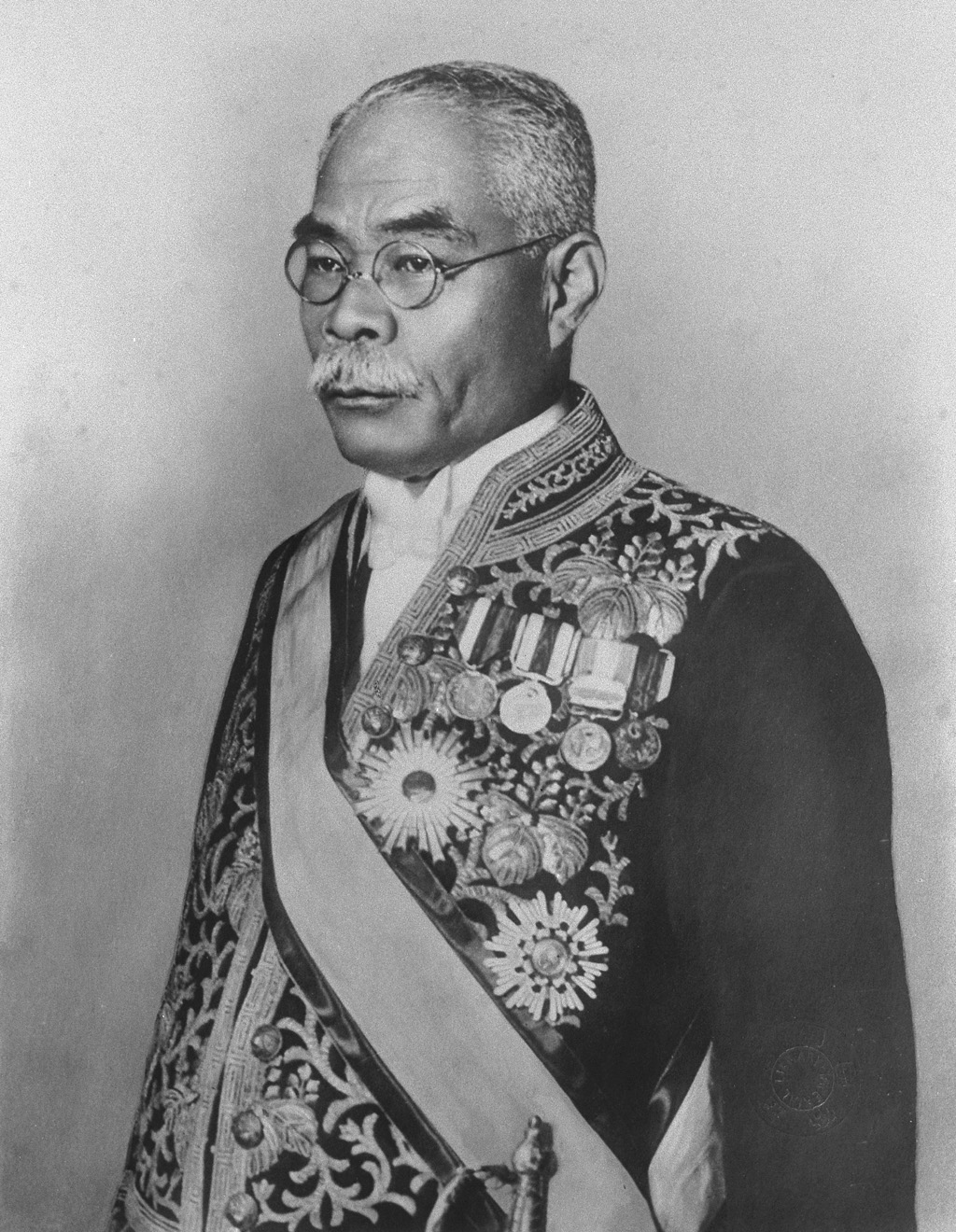
大正と昭和の大礼記念章を着けた濱口雄幸

記念章（きねんしょう）は、日本国政府が行う表彰のうち、国家的行事への参加者や国家事業の関係者を授与対象として、賞勲局が所管の法令によって制定・発行した記章。
ただし、賞勲局以外の官庁が同局所管の法令によらず、各官庁の設置法および省・庁令を法的根拠として行う表彰に際して個人に贈られる徽章、あるいは地方公共団体、企業、法人その他の団体において記念すべき事柄に際して製作され、関係者に頒布・授与または贈呈される記章の中にも、名称に「記念章」が付くものがある。
これらの記念章は、制定している機関により形態は様々であるが、主に佩章式、略綬式、バッジ式の形態が採られている。例えば、表彰を受けた自衛官が防衛省制定の防衛記念章を着用する例が見られる。その他、消防関係団体（日本消防協会）の記念行事において吏員・団員に頒布されている他、国体開催時に主催者が出場選手・関係者に頒布・授与するために制定・製作されている。
また、賞勲局が発行した記念章であっても名称に「記念章」が付かない例もある（大婚二十五年祝典之章、戦捷記章）。
現在では、永年勤続した地方議会議員やその他、消防吏員・消防団員などへの表彰に際し、表彰機関から授与・贈呈される場合、又は表彰を祝して受彰者の関係者が受彰者への記念品として贈呈する場合もある。

## 賞勲局所管の記念章

### 概要
賞勲局所管の記念章は、大日本帝国憲法の発布に伴って1889年（明治22年）8月2日に制定された大日本帝国憲法発布記念章に始まる。同章の制定を求めた1889年7月8日の賞勲局請議では、「帝国憲法発布ノ儀ハ曠世ノ大典ナリ即チ此光栄ヲ記念セシムルタメ一種ノ記章ヲ制定セラレ儀式ニ参列并観兵式ニ出場セシモノヘ頒チ……与ヘラレ候ヘハ適当ト存候」とその趣旨が説かれるとともに、ヨーロッパ各国が君主の即位や憲法発布などに際して章牌（メダル）を発行する例が列挙されている。これ以降、日本の政府（賞勲局）は天皇即位などの国家的行事および国家事業の挙行に際して記念章を制定・発行し、参加者や関係者へ授与するようになった。記念章は全部で12種類が制定され、いずれも金属製の本体である章（メダル）、章と綬を連結するための環、左胸に佩用（着用）するための綬（小綬、リボン）から構成された。その図様や授与対象者の範囲はつど勅令により定められ、製造は造幣局が担当した。佩用は授与された本人のみが可能で、子孫に及ばないとされた（保存することについては許された）。また、授与に際しては賞勲局から「記念章の証」（授与証書）も同時に発行された。ただし、最後に制定された1942年（昭和17年）の支那事変記念章は1946年（昭和21年）に廃止されたほか、朝鮮統治に関わる皇太子渡韓記念章・韓国併合記念章・朝鮮昭和五年国勢調査記念章および第一次世界大戦での戦勝を記念した戦捷記章については、現在では各制定法令が実効性を喪失したとする政府解釈が採られている。
第二次世界大戦後には、日本国憲法公布時に記念章を発行しようとする計画があったが実現しなかった（後述）。その後も、1959年（昭和34年）の皇太子明仁親王と正田美智子の成婚や1968年（昭和43年）の明治100年、1976年（昭和51年）の昭和天皇在位50年といったイベントや節目の際に記念章を求める声は挙がったものの、賞勲局所管の記念章はいずれも制定されず、代わりに記念貨幣が発行されている。しかし、第1次小泉内閣における「栄典制度の在り方に関する懇談会」の提言を受けた平成14年8月7日閣議決定（栄典制度の改革について）には、「国際的な災害救助活動などに参加した者に対して、その事績を表彰するため、記章等を活用することについて検討する。」という文言が盛り込まれている。

### 大日本帝国憲法発布記念章
| 明治宮殿正殿の玉座 |  | 和田英作画『憲法発布式』（聖徳記念絵画館所蔵） |
| 明治宮殿正殿の玉座 |  | 和田英作画『憲法発布式』（聖徳記念絵画館所蔵） |

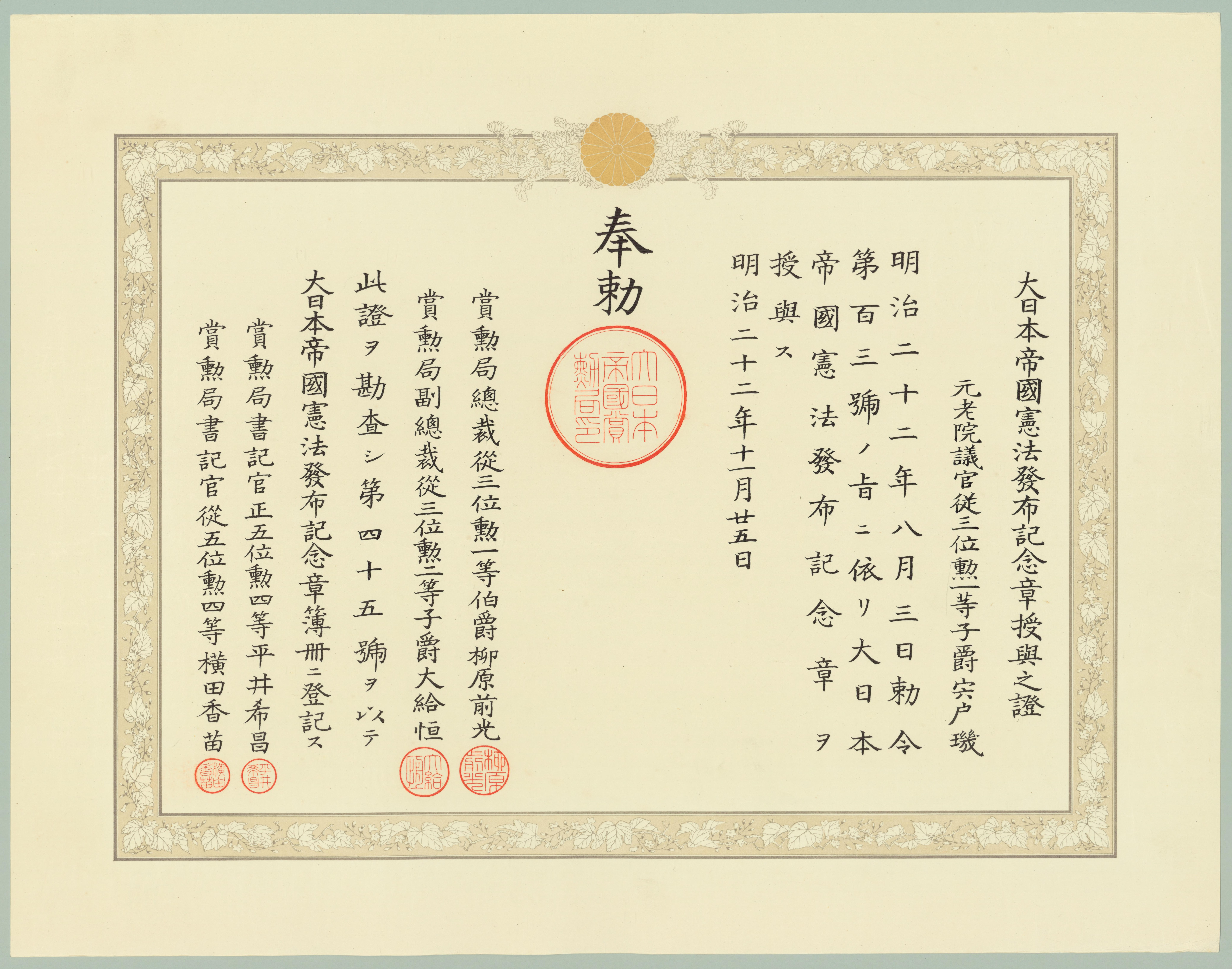
1889年11月25日付で宍戸璣へ授与された大日本帝国憲法発布記念章授与の証（国立国会図書館所蔵）

最初に制定された記念章である。種印製作は江上源二郎（表）と蒔田一太郎（裏）。章の表面の高御座の図は、憲法発布式が行われた明治宮殿正殿の玉座である。総製作数は皇族へ授与する金章が18個、それ以外の者への銀章が2,251個であった。
- 制定法令 - 帝国憲法発布記念章制定ノ件（明治22年8月2日勅令第103号）[20]
- 頒賜対象 - 大日本帝国憲法発布式に関わった親王以下の皇族および判任官より上位の者
- 意匠
  - 章 - 直径9分余の円形・金または銀
    - 表面 - 高御座の中心に大勲位菊花章頸飾を重ねた上に菊紋を掲げた図
    - 裏面 - 中央に右横書き3行で「大日本帝国 憲法発布 記念章」、縁に「明治二十二年二月十一日」と記す

  - 環 - 円形・金または銀
  - 綬 - 幅1寸2分・配色は勲一等旭日桐花大綬章の大綬と同じ

### 大婚二十五年祝典之章

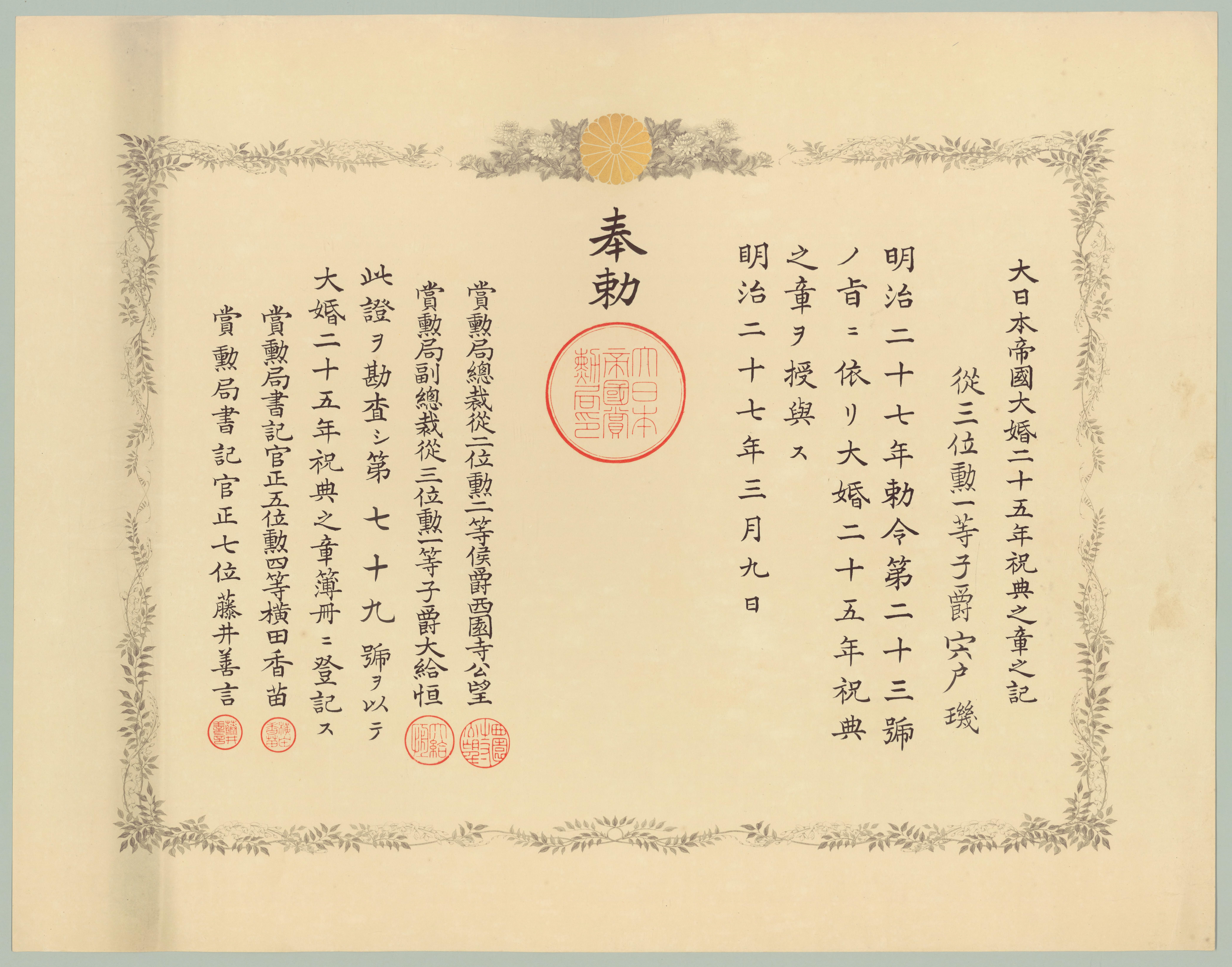
1894年3月9日付で宍戸璣へ授与された大婚二十五年祝典之章の記（国立国会図書館所蔵）

種印製作は池田隆雄。総製作数は皇族へ授与する金章が33個、それ以外の者への銀章が1,301個であった。
- 制定法令 - 大婚二十五年祝典之章制定ノ件（明治27年3月5日勅令第23号）[22]
- 頒賜対象 - 明治天皇と昭憲皇太后の大婚二十五年祝典（銀婚式）に招かれて参内した者
- 意匠
  - 章 - 直径9分余の円形・金または銀
    - 表面 - 一対の松喰鶴を交差した藤花の枝が囲んだ上に菊紋を掲げた図
    - 裏面 - 中央に右横書き4行で「大婚二十五年 祝典之章 大日本帝国 明治二十七年三月」と記す

  - 環 - 円形・金または銀
  - 綬 - 配色は紅色地の中央に1本の黄色線を引く

### 皇太子渡韓記念章
1907年（明治40年）の皇太子嘉仁親王の大韓帝国訪問の表彰として制定された。
- 制定法令 - 皇太子渡韓記念章制定ノ件（明治42年3月27日勅令第42号[23]、実効性喪失[9]）
- 頒賜対象 - 皇太子嘉仁親王の大韓帝国訪問に関わった日韓両国の皇族および奏任官以上の者
- 意匠
  - 章 - 直径1寸の円形・金または銀
    - 表面 - 交差した檀樹の枝の上に菊紋を掲げた図
    - 裏面 - 上縁に「大日本国皇太子」、中央に縦書きで「渡韓記念章」、下縁に「明治四十年十月」と記す

  - 環 - 円形・金または銀[17]
  - 綬 - 幅1寸2分・配色は中央と両端を薄群青色、その間2か所を黄色とする

### 韓国併合記念章
1910年（明治43年）の韓国併合記念の表彰として制定された。原型製作は佐藤磐。
- 制定法令 - 韓国併合記念章制定ノ件（明治45年3月28日勅令第56号[24]、実効性喪失[10]）
- 授与対象 - 韓国併合の事業に直接および伴う要務に関与した者、併合の際朝鮮に在勤していた官吏および官吏待遇者並びに韓国政府の官吏および官吏待遇者、従前日韓関係に功績のあった者
- 意匠
  - 章 - 直径1寸の円形・黄銅
    - 表面 - 交差した桐樹と李樹の枝の上に菊紋を掲げた図
    - 裏面 - 上縁に「明治四十三年」、中央に右横書き2行で「韓国併合 記念章」、下縁に「八月二十九日」と記す

  - 環 - 円形・銀
  - 綬 - 幅1寸2分・配色は中央に紅色を置き、両縁に向かって黄色から白色へ移る

### 大礼記念章（大正）
大正天皇即位の大礼記念の表彰として制定された。表面の種印製作は池田隆雄、裏面の原型製作は佐藤磐。
- 制定法令 - 大礼記念章制定ノ件（大正4年8月12日勅令第154号）[25]
- 授与対象 - 践祚の式並びに即位の大礼および大嘗祭に招かれた者、在所各地において餐餌を賜った者、大礼の事務に及び伴う要務に関与した者
- 意匠
  - 章 - 直径1寸の円形・銀
    - 表面 - 交差した桜樹と橘樹の枝に「万歳」と記した一対の旗を重ねた上に金の菊紋を掲げた図
    - 裏面 - 中央に右横書き4行で「大礼 記念章 大正四年 十一月」と記す

  - 環 - 彎形・銀
  - 綬 - 幅1寸2分・配色は中央に紅色、左右に白色、両縁に紅と白色線を並べる

### 戦捷記章
第一次世界大戦における同盟及び連合国の勝利記念の国際表章として特別に設けられた。原型製作は畑正吉。総製作数は19万3,300個。青島の戦いおよびシベリア出兵に従軍した者へ授与された大正三四年（大正三年乃至九年戦役）従軍記章とは異なる。
- 制定法令 - 戦捷記章令（大正9年9月16日勅令第406号[27]、実効性喪失[11]）
- 授与対象 - 大正3年8月23日より大正9年1月9日までの間において戦役に関する軍務に従事した功績顕著な戦闘員
- 意匠
  - 章 - 直径1寸2分の円形・青銅
    - 表面 - 武甕槌神の図
    - 裏面 - 桜花に地球を重ね、各花弁に日本・アメリカ合衆国・イギリス・フランス・イタリア各国の国旗を配した図に「文明擁護之大戦 日米英仏伊其他同盟及連合国 自大正三年 至大正九年」と記す[注 4]

  - 綬 - 幅1寸2分・配色は紅色を中心に虹色を織り出し、両縁を白色とする

### 第一回国勢調査記念章
| 第一回国勢調査記念切手（1銭5厘） |  | 記念切手と記念章に用いられた、再現された大化年間の国司の姿 |
| 第一回国勢調査記念切手（1銭5厘） |  | 記念切手と記念章に用いられた、再現された大化年間の国司の姿 |

第一回国勢調査実施記念の表彰として制定された。章の表面の国司の図は、樋畑雪湖が第一回国勢調査記念切手の制作に際して、『日本書紀』より大化の改新の時期に当たる大化元年9月甲申の日の「遣使者於諸国録民元数」という記述に取材して高橋健自とともに再現した大化年間の国司の姿を、畑正吉が原型製作したものである。
- 制定法令 - 第一回国勢調査記念章制定ノ件（大正10年6月16日勅令第272号）[31]
- 授与対象 - 第一回国勢調査に関与した者
- 意匠
  - 章 - 直径1寸の円形・青銅
    - 表面 - 戸籍の巻物を手にした大化年間の国司の図を菊花形の輪郭で囲む
    - 裏面 - 中央に右横書き4行で「大正九年 国勢調査 記念章 十月一日」と記す

  - 綬 - 幅1寸2分・配色は中央に白色、左右に紫色、両縁に白色線を並べる

### 大礼記念章（昭和）

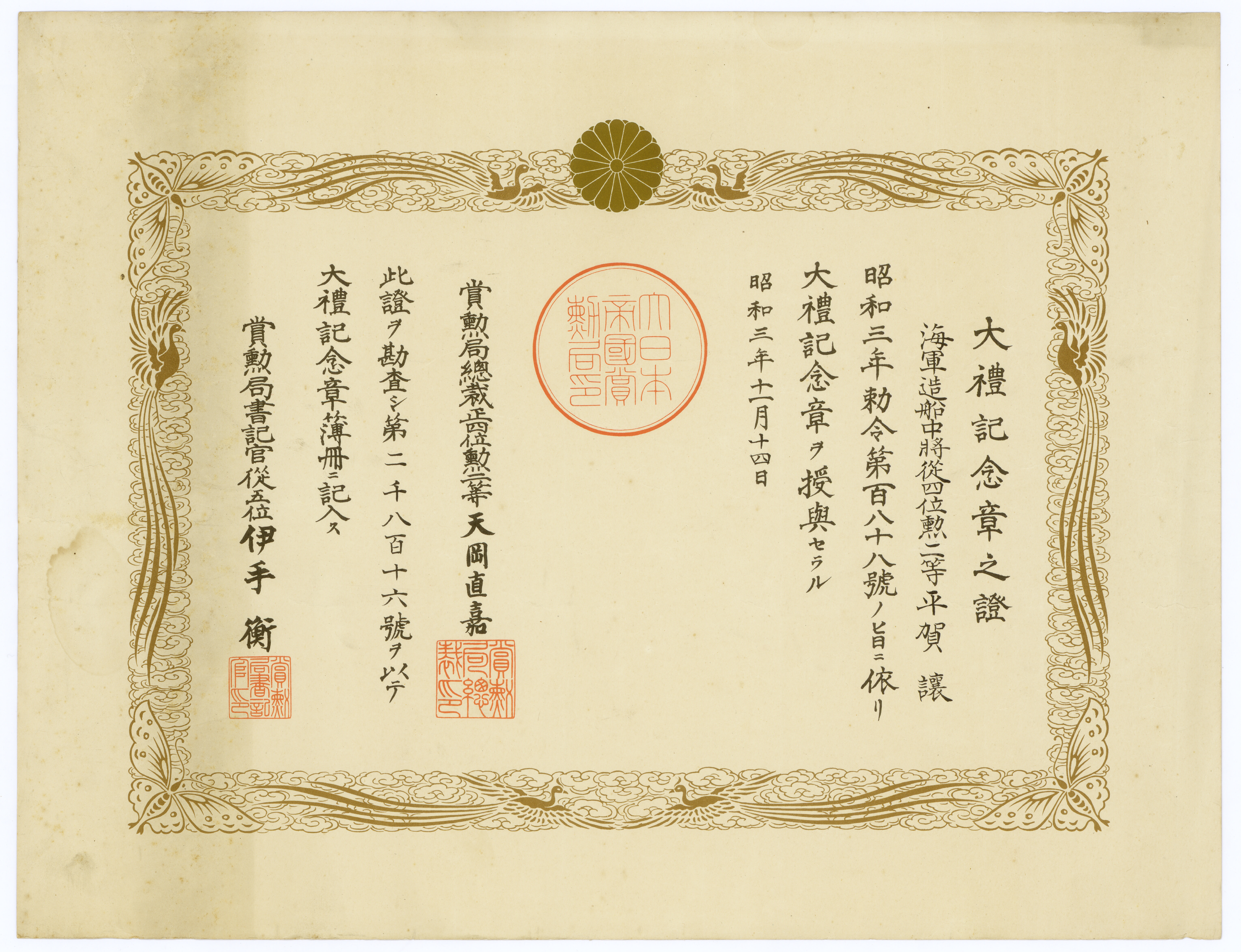
1928年11月24日付で平賀譲へ授与された大礼記念章の証（東京大学柏図書館所蔵）

昭和天皇即位の大礼記念の表彰として制定された。原型製作は畑正吉（表）と山田甲子雄（裏）。総製作数は7万個余。
- 制定法令 - 大礼記念章制定ノ件（昭和3年7月31日勅令第188号）[33]
- 授与対象 - 践祚の式並びに即位の大礼および大嘗祭に招かれた者、在所各地において餐餌を賜った者、大礼の事務に及び伴う要務に関与した者
- 意匠
  - 章 - 直径1寸の円形・銀
    - 表面 - 高御座の中心に金の菊紋を重ねて左右に雲文を、下に「万歳」と記して縁に桜花と橘花をめぐらした図
    - 裏面 - 菊花形の輪郭内中央に「大礼記念章」と記した旗形と左右に雲文を配し、下縁に「昭和三年十一月」と記す

  - 環 - 円形・銀
  - 綬 - 幅1寸2分・配色は右から青・黄・赤・白・紫の5色を等しく並べる

### 帝都復興記念章
1930年（昭和5年）3月に関東大震災後の帝都復興事業が完成したことに伴い、関係者を表彰するため制定された。原型製作は畑正吉。総製作数は3万個。
- 制定法令 - 帝都復興記念章令（昭和5年8月12日勅令第148号）[36]
- 授与対象 - 帝都復興の事業に直接または伴う要務に関与した者
- 意匠
  - 章 - 直径3cmの円形・銀
    - 表面 - 中央に市街と旭光を表してその下に桜の枝花を広げ、上部に菊紋を掲げた図
    - 裏面 - 中央に縦書きで「帝都復興記念章」、下縁に「昭和五年三月」と記す

  - 環 - 円形・銀
  - 綬 - 幅3.6cm・配色は中央と両端を緑色、その間2か所を白色とする

### 朝鮮昭和五年国勢調査記念章

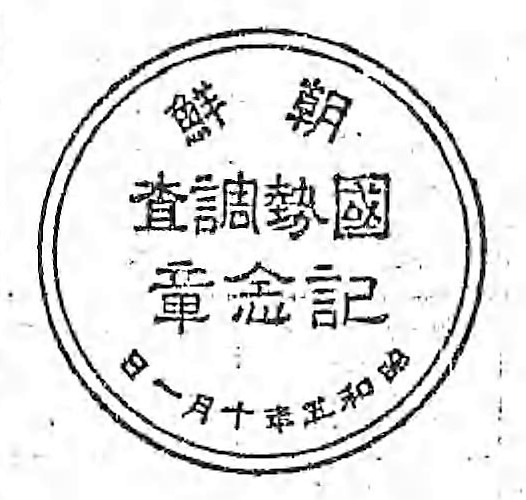
朝鮮昭和五年国勢調査記念章（裏面）

1930年（昭和5年）、朝鮮における最初の本格的な国勢調査実施記念の表彰として制定された。同記念章の意匠は章の裏面を除き第一回国勢調査記念章と同じである。裏面の原型製作は宮島久七。
- 制定法令 - 朝鮮昭和五年国勢調査記念章令（昭和7年7月16日勅令第145号[37]、実効性喪失[12]）
- 授与対象 - 朝鮮における昭和5年国勢調査に関与した者[注 7]
- 意匠
  - 章 - 直径3cmの円形・青銅
    - 表面 - 戸籍の巻物を手にした大化年間の国司の図を菊花形の輪郭で囲む
    - 裏面 - 中央に右横書き4行で「朝鮮 国勢調査 記念章 昭和五年十月一日」と記す

  - 綬 - 幅3.6cm・配色は中央に白色、左右に紫色、両縁に白色線を並べる

### 紀元二千六百年祝典記念章
紀元二千六百年を記念して制定された。次に制定された支那事変記念章が発行・授与されることなく廃止されたため、事実上最後の記念章となる。原型製作は畑正吉。章の表面の瑞雲中に見える宮中三殿（賢所・皇霊殿・神殿）と宮城および二重橋は「万邦無比の国体・御歴代の御遺烈・肇国の悠遠・大御稜威」などを、綬の配色は八紘一宇を表現したものとされる。章の製造は造幣局が行い、組立てや仕上げは民間業者に委託された。総製作数は約20万2千個で、うち女性用は1,600個余であった。
- 制定法令 - 紀元二千六百年祝典記念章令（昭和15年7月26日勅令第488号）[40]
- 授与対象 - 1940年（昭和15年）の紀元節または紀元二千六百年式典に招かれた者、および式典の事務並びに要務に関与した者
- 意匠
  - 章 - 直径3cmの円形・アルミニウム青銅、環取付部は章と共作りで勾玉をかたどる[38]。
    - 表面 - 中央に賢所・皇霊殿・神殿および宮城の上部に菊紋を掲げた図
    - 裏面 - 中央に縦書きで「紀元二千六百年祝典記念章」、下縁に「昭和十五年」と記す

  - 環 - 円形・アルミニウム青銅
  - 綬 - 幅3.6cm・配色は空色地に紅色線を8本通す

### 支那事変記念章

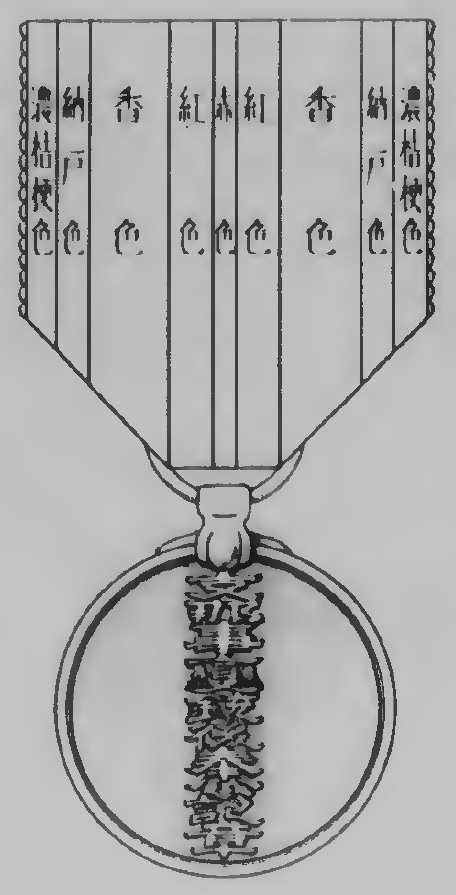
請議段階での裏面図案。「支那事変銃後奉公記章」と記されている。

最後に制定された記念章である。原型製作は加藤正巳。章の表面の桜花は「一億国民の銃後の赤誠」を表現したものとされる。1942年（昭和17年）7月6日、銃後において総力戦遂行の業務に従事し軍務を幇助する者を表彰する記念章が必要であるとして、「支那事変銃後奉公記章」の制定を求める賞勲局請議が出された結果、「支那事変記念章」の名称で制定されるに至った。記念章制定の背景には、それまで軍人・軍属以外の者が軍務を幇助して功績を挙げた場合、その表彰は従軍者同様に従軍記章の授与でもっぱら済まされていたのに対し、日中戦争に続いて太平洋戦争へと戦線が拡大した当時、国家総動員法の下で国民の軍事的奉仕活動は従前の戦争よりも大規模化・多様化したため、特別に記念章を設けて軍務幇助に貢献があった者へ授与する必要が出てきたことがある。官公職、議員、防空・警防関係、刊行・出版物関係、貯蓄金融公債関係、学校・青少年団・宗教団体関係、農林水産業公共団体関係、商工業公共団体関係、電気・通信・船舶・航空関係、鉄道運輸関係、軍人援護社会事業関係、その他、というように官民や内地・外地の区別なく、合計約470万人という広範囲かつ多数の人々に同章を授与することが計画されていた。賞勲局が提出した書類の上では、先に定められた支那事変従軍記章との関係に注意が払われ、両者の区別を明確にする必要から、支那事変従軍記章の受章者へは支那事変記念章を授与しないこととされた。その後、「支那事変」の呼称が「大東亜戦争」へ吸収統合され、1940年4月29日以降の支那事変従軍者の多くの論功行賞が大東亜戦争のそれに一括されると従軍記章や記念章を定めた勅令も改正され、新たに制定された大東亜戦争従軍記章を授与された者には支那事変従軍記章および支那事変記念章を授与しないこととされた。しかし実際には、支那事変記念章の授与に必要な奏請の手続きは行われないうちに敗戦を迎えることとなり、そのまま1946年3月29日、支那事変従軍記章や大東亜戦争従軍記章とともに廃止された。
- 制定法令 - 支那事変記念章令（昭和17年9月25日勅令第658号[44]、昭和21年3月29日勅令第177号により廃止[48]）
- 授与対象 - 支那事変の遂行に関して特別の貢献があったが、支那事変従軍記章の授与対象ではない者
- 意匠
  - 章 - 直径3cmの円形・青銅
    - 表面 - 桜花を全面にあしらった上部に菊紋を掲げた図
    - 裏面 - 中央に縦書きで「支那事変記念章」と記す

  - 環 - 円形・青銅
  - 綬 - 幅3.6cm・配色は支那事変従軍記章のそれと同じ

### 日本国憲法公布記念章（未制定）
終戦直後の連合国軍占領下で計画されるも、未制定に終わった記念章である。日本国憲法公布を控えた1946年10月、第1次吉田内閣において新憲法公布を表彰して記念章の制定を目指す動きが起き、2,000個発行する計画と勅令案および畑正吉によるデザインが作成された。賞勲局は終戦連絡中央事務局（終連）を介して連合国軍最高司令官総司令部（GHQ）との間で記念章調製と発行の可否について交渉を行い、GHQは初め、記念章の調製自体は認める一方で当時占領政策下で使用が凍結されていた銀以外の金属を材料とするよう指示を出した。これに対して賞勲局は銀の使用をめぐり再交渉を目指したが、終連を通じて、GHQが記念章の授与対象が限られている点をも問題視していることを知ると、結局記念章の制定計画を撤回するに至った。同章の制定計画の頓挫も含めて、戦後の賞勲局は記念章を制定していない。
- 制定法令案 - 日本国憲法公布記念章令要綱案（昭和21年10月28日）[49]
- 授与対象案 - 日本国憲法の制定や公布に関与した者、それに伴う要務に関与した者
- 意匠案
  - 章 - 直径3cmの円形・銀
    - 表面 - 帝国議会議事堂の前に集う群鳩の上部に菊紋を掲げた図
    - 裏面 - 中央に縦書きで「日本国憲法公布記念章」、下縁に「昭和二十一年十一月三日」と記す

  - 環 - 銀
  - 綬 - 幅3.6cm・配色は中央に赤色地を置き、両縁を白色とする

## 大韓帝国の記念章
大韓帝国では、清からの独立より韓国併合までの間に、5種の記念章が制定された。
- 高宗聖寿50周年記念章 - 1901年（光武5年）9月7日制定
- 高宗望六旬・登極40周年記念章 - 1902年（光武6年）3月18日制定
- 皇太子嘉礼記念章 - 1907年（光武11年）1月24日制定
- 純宗即位記念章 - 1907年（隆熙元年）8月27日制定
- 純宗南西巡幸記念章 - 1909年（隆熙三年）6月1日制定

## 満洲国の紀念章
満洲国も日本同様に、同国の勅令（当初は教令）により各紀念章を制定・発行した。将官・高級将校を中心に日本軍人の受章者も多い。

### 建国功労章
満洲国建国の功労紀念として制定された。

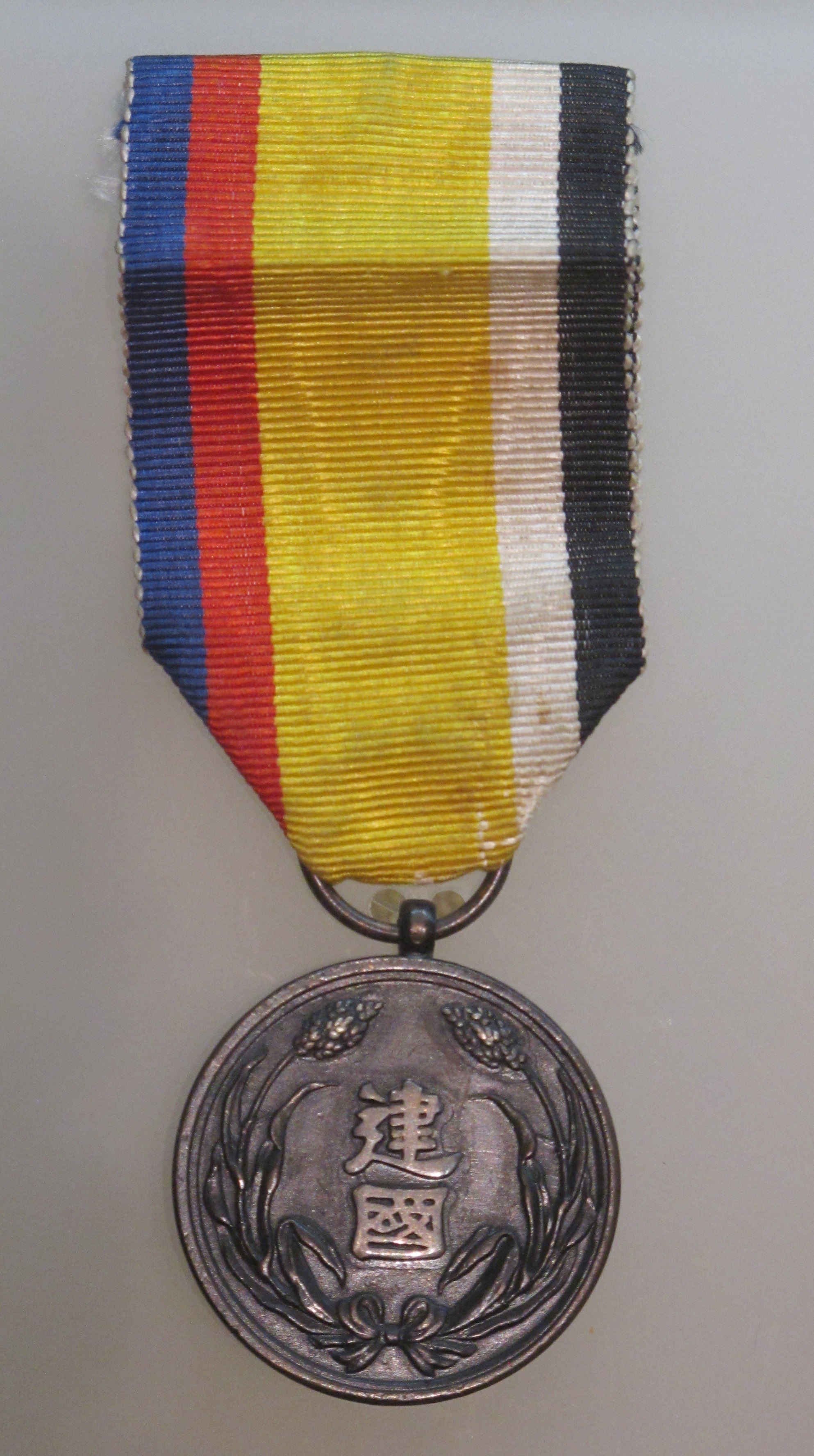
建国功労章（表面）

- 制定法令 - 建国功労章条例（大同2年3月1日教令第11号）[52]
- 授与対象 - 満洲国の建国に功労ある者
- 意匠
  - 章 - 直径3cmの円形・銅
    - 表面 - 中央に縦書きで「建国」と記し、交差した高粱で囲んだ図
    - 裏面 - 縦書き3行で「大満洲国 建国功労章 大同元年」と記す

  - 鈕 - 銅
  - 綬 - 幅3cm・配色は満洲国の国旗と同じ5色の縦縞

### 大典紀念章

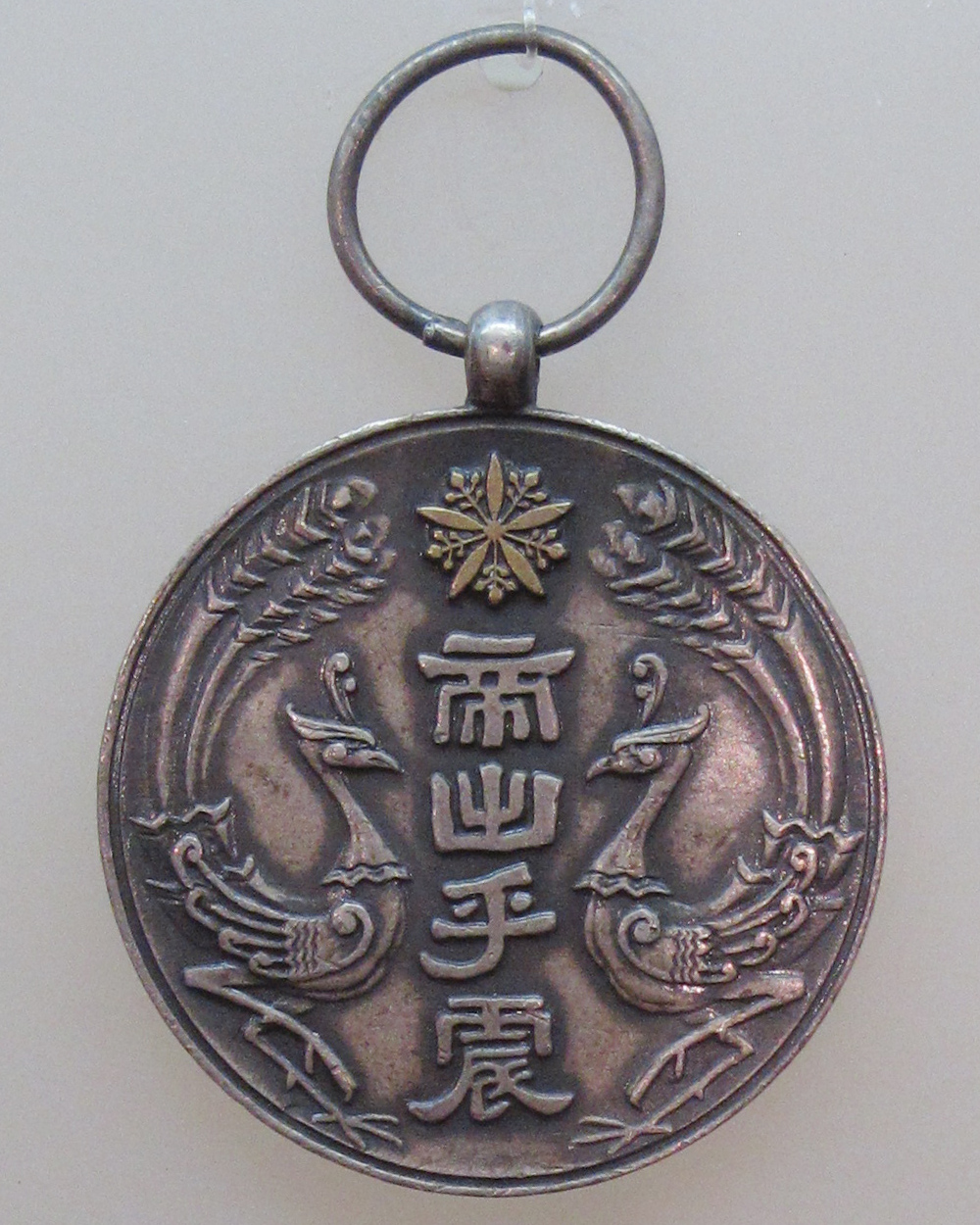
大典紀念章（表面）

愛新覚羅溥儀の満洲国皇帝即位大典の紀念として制定された。
- 制定法令 - 大典紀念章条例（康徳元年3月1日勅令第19号）[53]
- 授与対象 - 大典に招かれた者、大典の事務に及び伴う要務に関与した者
- 意匠
  - 章 - 直径3.5cmの円形・銀梨地
    - 表面 - 中央に縦書きで「帝出乎震」と記し、一対の鳳凰で囲んだ上部に金の蘭花紋を掲げた図
    - 裏面 - 縦書き3行で「康徳元年 大典紀念章 三月一日」と記す

  - 環 - 円形・銀梨地
  - 綬 - 幅3.7cm・配色は満洲国の国旗と同じ5色の縦縞

### 皇帝訪日紀念章
満洲国皇帝となった溥儀が1935年（康徳2年）4月に日本の皇室を訪問した紀念として制定された。日名子実三のデザインを元に、原型製作は表面を加藤正巳が、裏面は磯崎正広と加藤が担当した。
- 制定法令 - 皇帝訪日紀念章令（康徳2年9月21日勅令第116号）[54]
- 授与対象 - 溥儀の訪日の事務に従事した者及びそれに伴う要務に関与した者
- 意匠
  - 章 - 縦3.8cm、横3cmのリボン付き鏃形・銀
    - 表面 - 右に蘭、左に菊の花束を表し、リボンに縦書きで「一徳一心」と記した図
    - 裏面 - 縦書き3行で「康徳二年 満洲帝国皇帝訪日紀念章 四月六日」と記す

  - 環 - 円形・銀
  - 綬 - 幅3.7cm・配色は中央を勝色地とし、両縁を紅色とする

### 建国神廟創建紀念章
1940年（康徳7年）の建国神廟創建の紀念として制定された。
- 制定法令 - 建国神廟創建紀念章令（康徳7年11月25日勅令第309号）[55]
- 授与対象 - 建国神廟創建の祭典に参加した者及びそれに伴う要務に関与した者
- 意匠
  - 章 - 直径3cmの円形・丹銅
    - 表面 - 建国神廟の廟殿と瑞雲を表した図
    - 裏面 - 縦書き3行で「康徳七年 建国神廟創建紀念章 七月十五日」と記す

  - 環 - 円形・丹銅
  - 綬 - 幅3.6cm・配色は中央に黄色、左右に紅色、両縁に白色を並べる

### 国勢調査紀念章
1940年に満洲国で最初に（かつ唯一）実施された国勢調査の紀念として制定された。
- 制定法令 - 国勢調査紀念章令（康徳8年7月7日勅令第173号）[56]
- 授与対象 - 康徳7年国勢調査に関与した者
- 意匠
  - 章 - 直径3cmの円形・青銅
    - 表面 - 満洲国の版図に国務院庁舎を重ね、上部に蘭花紋を掲げた図
    - 裏面 - 縦書き3行で「康徳七年 国勢調査紀念章 十月一日」と記す

  - 環 - 円形・青銅
  - 綬 - 幅3.6cm・配色は中央を濃紅色、左右を紅色とする

## 蒙古聯合自治政府の肇建功労章
1939年（成吉思汗紀元734年）に成立した蒙古聯合自治政府では、政府樹立に功労のある者への表彰として肇建功労章を制定・授与した。
- 制定法令 - 肇建功労章条例（成吉思汗紀元734年9月1日施行）[58]
- 授与対象 - 蒙古聯合自治政府の成立に功労ある者
- 意匠
  - 章 - 直径3cmの円形・銀
    - 表面 - 放牧の図の上部に代用金で「功労」をそれぞれ漢字2字とモンゴル文字1字で表し、縁に昇竜と瑞雲を施す
    - 裏面 - 「成吉思汗紀元七百三十四年九月一日 肇建功労章」をそれぞれ漢字とモンゴル文字の縦書き3行で記す

  - 鈕 - 銀
  - 綬 - 幅3.8cm・配色は蒙古聯合自治政府の旗と同じく黄・藍・白・紅の4色

## 防衛関連の記念章
自衛官が着用する防衛記念章については該当項目参照のこと。また、予備自衛官が着用する記念のための徽章としては予備自衛官勤続記念徽章があり、幕僚長表彰にかかる第2号、方面総監表彰にかかる第3号、地方協力本部長表彰にかかる第4号がある。

## 海上保安庁表彰記念章
海上保安官は表彰を受けた際、職員章の下に2つまでを限度として、表彰記念章を佩用することができる。防衛記念章および消防団員の表彰歴章が個人の購入によるものであるのに対して、海上保安官の表彰記念章は、海上保安庁による貸与品となっている。
- 第1号表彰記念章 - 海上保安勲功章を授与された職員
- 第2号表彰記念章 - 海上保安功績章を授与された職員
- 第3号表彰記念章 - 海上保安発明考案章を授与された職員
- 第4号表彰記念章 - 賞詞を授与された職員
- 第5号表彰記念章 - 団体表彰授与に功績のあった職員
- 第6号表彰記念章 - 団体賞詞賞状授与に功績のあった職員
- 第7号表彰記念章 - 個人で内閣総理大臣表彰を授与された職員
- 第8号表彰記念章 - 内閣総理大臣団体表彰を授与された職員
- 第9号表彰記念章 - 個人で国土交通大臣表彰を授与された職員
- 第10号表彰記念章 - 運輸大臣団体表彰を授与された職員
- 第11号表彰記念章 - 個人で国務大臣表彰又は人事院総裁賞を授与された職員
- 第12号表彰記念章 - 国務大臣表彰又は人事院総裁賞（団体）を授与された職員

## 消防庁・消防関係団体（日本消防協会など）の記念章（主な例）
- 自治消防10周年記念章（財団法人日本消防協会:自治消防制度発足10年に際して）
- 自治消防15周年記念章（財団法人日本消防協会:自治消防制度発足15年に際して）
- 自治消防20周年記念章（財団法人日本消防協会:自治消防制度発足20年に際して）
- 自治消防25周年記念章（財団法人日本消防協会:自治消防制度発足25年に際して）
- 自治消防30周年記念章（財団法人日本消防協会:自治消防制度発足30年に際して）
- 自治消防35周年記念章（財団法人日本消防協会:自治消防制度発足35年に際して）
- 自治消防40周年記念章（財団法人日本消防協会:自治消防制度発足40年に際して）
- 自治消防45周年記念章（財団法人日本消防協会:自治消防制度発足45年に際して）
- 自治消防50周年記念章（財団法人日本消防協会:自治消防制度発足50年に際して）
- 自治消防55周年記念章（財団法人日本消防協会:自治消防制度発足55年に際して）
- 自治消防60周年記念章（財団法人日本消防協会:自治消防制度発足60年に際して）
- 消防100年記念章
- 皇太子殿下ご成婚記念章（財団法人日本消防協会:皇太子徳仁親王、皇太子妃雅子成婚記念）
- 愛子内親王殿下ご誕生特別記念章（財団法人日本消防協会:愛子内親王誕生記念）

## その他
- 裁判員従事記念章
- 日本赤十字社が寄付に貢献したものに授与する特別社員・献血に貢献したものに授与する日本赤十字社銀色有功章・日本赤十字社金色有功章